# Костёнское сельское поселение
Костенское сельское поселение — муниципальное образование в Хохольском районе Воронежской области.
Административный центр — село Костёнки.

## Административное деление
В состав поселения входят три населённых пункта:
- село Костёнки
- хутор Должёнки
- хутор Россошка

## Население
| 2010  | 2012  | 2013  | 2014  | 2015  | 2016  | 2017  |
| ----- | ----- | ----- | ----- | ----- | ----- | ----- |
| 1482  | ↗1502 | ↘1486 | ↘1474 | ↘1467 | ↘1455 | ↗1485 |
| 2018  |       |       |       |       |       |       |
| ↘1464 |       |       |       |       |       |       |

## Достопримечательности
- Костёнковские стоянки
- Маркина гора
- Костёнки (музей-заповедник)